# Четырнадцатая поправка к Конституции США
Четырнадцатая поправка к Конституции США устанавливает американское гражданство любому лицу, родившемуся на территории США, равную защиту закона для всех граждан, а также запрет на лишение прав иначе как по приговору суда. Была принята после Гражданской войны в США, 9 июля 1868 года.

## Текст поправки
Раздел 1. Все лица, родившиеся или натурализованные в Соединённых Штатах и подчинённые юрисдикции оных, являются гражданами Соединённых Штатов и штата, в котором они проживают. Ни один штат не должен издавать или применять законы, которые ограничивают привилегии и льготы граждан Соединённых Штатов; равно как ни один штат не может лишить какое-либо лицо жизни, свободы или собственности без надлежащей правовой процедуры либо отказать какому-либо лицу в пределах своей юрисдикции в равной защите закона.
Раздел 2. Представители распределяются между отдельными штатами в соответствии с численностью их населения, каковая определяется путём подсчета всех жителей штата, исключая не облагаемых налогом индейцев. Но если при избрании выборщиков Президента и вице-президента Соединённых Штатов, на выборах представителей в Конгресс, исполнительных и судебных должностных лиц штата или членов законодательного собрания штата отказывается в праве голоса какому-либо из жителей мужского пола, достигших возраста двадцати одного года и являющихся гражданами Соединённых Штатов, или это право ограничивается каким-либо образом, кроме как за участие в восстании или ином преступлении, норма представительства от этого штата должна быть уменьшена в такой пропорции, как число таковых граждан мужского пола соотносится с общим числом граждан мужского пола такового штата, достигших возраста двадцати одного года.
Раздел 3. Ни одно лицо не может быть сенатором или представителем в Конгрессе, или выборщиком Президента или вице-президента либо занимать какую-либо должность, гражданскую или военную, на службе Соединённых Штатов или на службе какого-либо штата, если оно, приняв ранее присягу в качестве члена Конгресса или должностного лица Соединённых Штатов, или члена законодательного собрания какого-либо штата, либо исполнительного или судебного должностного лица какого-либо штата в том, что будет поддерживать Конституцию Соединённых Штатов, потом приняло участие в мятеже или восстании против Соединённых Штатов либо оказало помощь или поддержку врагам оных. Но Конгресс может двумя третями голосов каждой палаты устранить таковое ограничение.
Раздел 4. Правомерность государственного долга Соединённых Штатов, санкционированного законом, включая долги, сделанные для выплаты пенсий и наград за службу при подавлении мятежа или восстания, не ставится под сомнение. Но ни Соединённые Штаты, ни какой-либо штат не должны принимать на себя никаких обязательств или оплату долгов, связанных с оказанием помощи мятежу или восстанию против Соединённых Штатов, или признавать какие-либо претензии, связанные с потерей или освобождением какого-либо раба; все таковые долги, обязательства и претензии должны считаться незаконными и недействительными.
Раздел 5. Конгресс имеет право исполнять настоящую статью путём принятия соответствующего законодательства.Оригинальный текст (англ.)Section 1. All persons born or naturalized in the United States, and subject to the jurisdiction thereof, are citizens of the United States and of the State wherein they reside. No State shall make or enforce any law which shall abridge the privileges or immunities of citizens of the United States; nor shall any State deprive any person of life, liberty, or property, without due process of law; nor deny to any person within its jurisdiction the equal protection of the laws.

Section 2. Representatives shall be apportioned among the several States according to their respective numbers, counting the whole number of persons in each State, excluding Indians not taxed. But when the right to vote at any election for the choice of electors for President and Vice President of the United States, Representatives in Congress, the Executive and Judicial officers of a State, or the members of the Legislature thereof, is denied to any of the male inhabitants of such State, being twenty-one years of age, and citizens of the United States, or in any way abridged, except for participation in rebellion, or other crime, the basis of representation therein shall be reduced in the proportion which the number of such male citizens shall bear to the whole number of male citizens twenty-one years of age in such State.
Section 3. No person shall be a Senator or Representative in Congress, or elector of President and Vice President, or hold any office, civil or military, under the United States, or under any State, who, having previously taken an oath, as a member of Congress, or as an officer of the United States, or as a member of any State legislature, or as an executive or judicial officer of any State, to support the Constitution of the United States, shall have engaged in insurrection or rebellion against the same, or given aid or comfort to the enemies thereof. But Congress may, by a vote of two-thirds of each House, remove such disability.
Section 4. The validity of the public debt of the United States, authorized by law, including debts incurred for payment of pensions and bounties for services in suppressing insurrection or rebellion, shall not be questioned. But neither the United States nor any State shall assume or pay any debt or obligation incurred in aid of insurrection or rebellion against the United States, or any claim for the loss or emancipation of any slave; but all such debts, obligations and claims shall be held illegal and void.

Section 5. The Congress shall have power to enforce, by appropriate legislation, the provisions of this article.
— Конституция Соединенных Штатов Америки Исторические источники на русском языке в Интернете (Электронная библиотека Исторического факультета МГУ им. М.В.Ломоносова); 14th Amendment / Cornell University Law School, LII

## Значение
Эта поправка стала одной из самых демократичных за всю историю американского конституционализма, так как не только провозгласила равенство всех граждан независимо от цвета кожи, но и предусматривала наказание штатов за нарушение этих предписаний, путём уменьшения нормы представительства в Конгрессе США. Претензии, связанные с потерей или освобождением какого-либо раба, объявлялись недействительными.
В то же время поправка запрещала занятие государственных должностей лицам, ранее принимавшим присягу на верность Конституции США и впоследствии участвовавшим в вооружённом мятеже против правительства США или оказавших «помощь или поддержку» врагам Соединённых Штатов. Соответствующее ограничение могло быть устранено Конгрессом двумя третями голосов в каждой из палат.

## Решения ВС США о толковании поправки
- Плесси против Фергюсона — легализация расовой сегрегации в соответствии с принципом «разделены, но равны».
- Айзенштадт против Бэрда
- Браун против Совета по образованию — легализация обучения в школах независимо от цвета кожи.
- Грисвольд против Коннектикута
- Лавинг против Виргинии
- Лоуренс против Техаса
- Стэнли против штата Джорджия
- Роу против Уэйда
- Обергефелл против Ходжеса